# Baudock

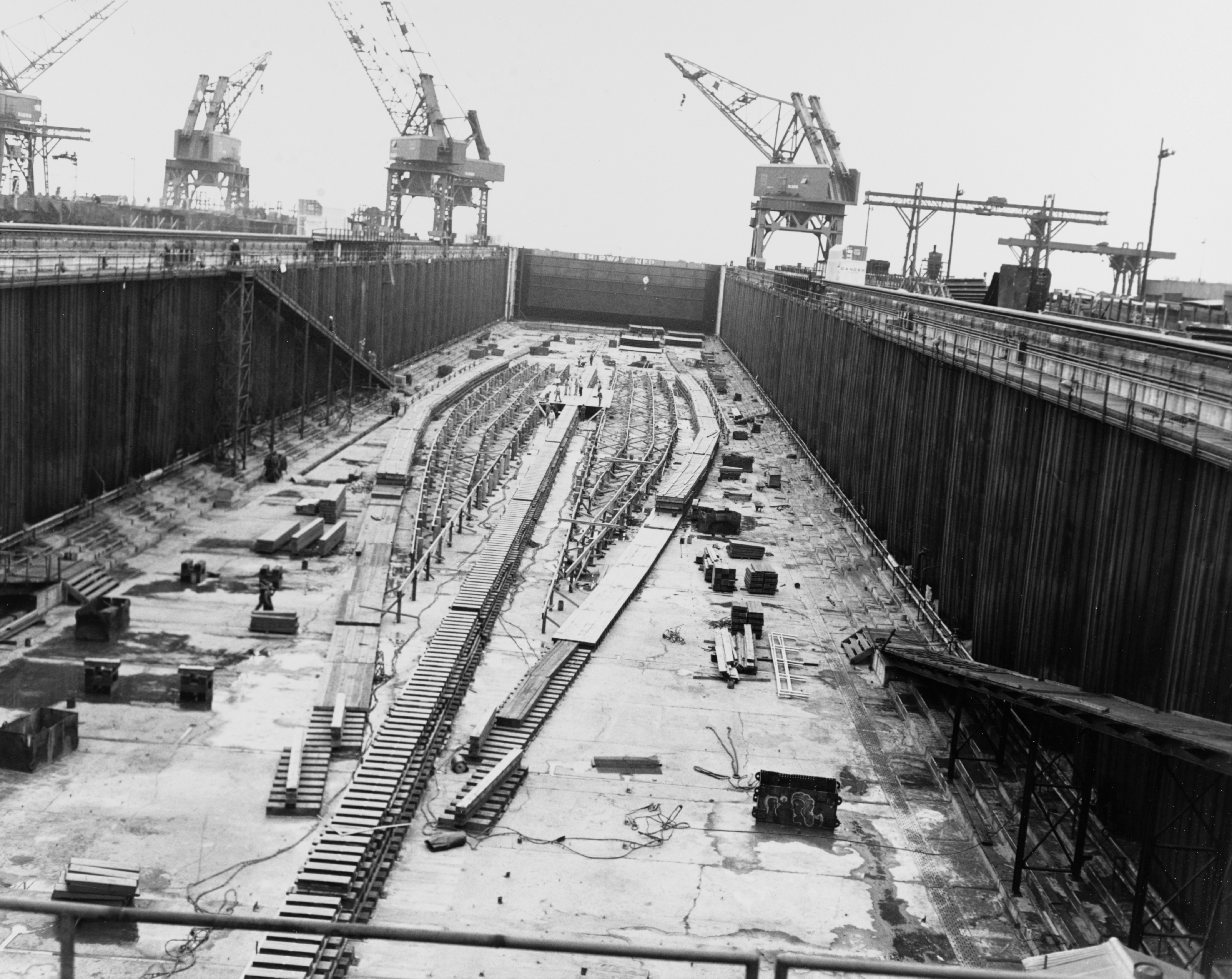
Baudock

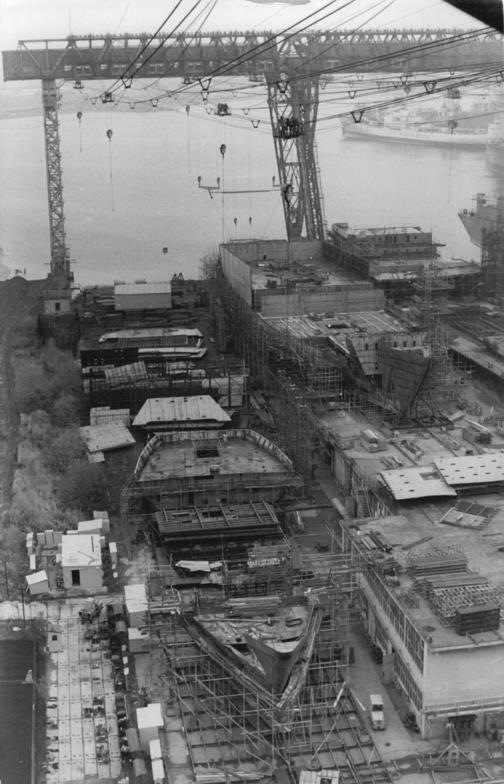
Helgenkran mit Kabelkrananlage

Das Baudock einer Werft ist ein Trockendock, in dem die einzelnen Segmente oder Sektionen eines Neubaus zusammengebaut und verschweißt werden. Nach dieser Endmontage und weitgehender Fertigstellung eines Schiffsneubaus oder seltener einer Offshorestruktur wird das Baudock geflutet und der Neubau schwimmt auf.

## Geschichte
Früher wurden Schiffe am Ufer oder Strand auf einfachen Bauplätzen errichtet. Als die Schiffe größer wurden, benötigte man zum Ablaufen stabile Unterkonstruktionen.

### Helgen
Diese Helgen waren anfangs aus Holz, später aus Stahlbeton mit seitlichen stählernen Helgengerüsten, die entweder vom Helgenkran oder von einer Kabelkrananlage mit Tragfähigkeiten von ein bis zehn Tonnen mit leichten Schiffbauteilen wie Stahlplatten, Spanten oder Stringern versorgt wurden. Durch Traversen verkoppelt, konnten auch höhere Gewichte transportiert werden. Die Helgen der ehemaligen Mathias-Thesen-Werft, heute Nordic Yards (ehemals Wadan Yards, Aker MTW Werft), in Wismar konnten zum Beispiel mit Traversen etwa 50 Tonnen schwere Teile transportieren. In der Weiterentwicklung wurden Helgenkräne wie bei Blohm & Voss und Nordseewerke eingesetzt, die über Traversen gekoppelt auch schwerere Bauteile transportieren konnten.

### Baudock
Um noch größere und schwerere Bauteile handhaben zu können, wurden Portalkräne eingesetzt, die über als Baudock bezeichnete Trockendocks laufen. Das wurde notwendig, als immer größere Schiffe mit kurzen Durchlaufzeiten zu bauen waren. Dazu wurden Großbauteile zu Sektionen zusammengefügt, die im Baudock zum Schiff zusammengesetzt wurden. Um diesen Zusammenbau unabhängig von der Witterung durchführen zu können, wurden die Baudocks überdacht. Als Beispiele für die Sektionsfertigung in überdachten oder teilüberdachten Baudocks in Deutschland sind die Meyer Werft und die Werften in Wismar und Warnemünde zu nennen.